# Finnsjön (Haverö socken, Medelpad)
Finnsjön är en sjö i Ånge kommun i Medelpad och ingår i Ljungans huvudavrinningsområde. Sjön har en area på 0,388 kvadratkilometer och ligger 260 meter över havet.

## Delavrinningsområde
Finnsjön ingår i det delavrinningsområde (692010-148365) som SMHI kallar för Mynnar i Holmsjön. Medelhöjden är 316 meter över havet och ytan är 20,8 kvadratkilometer. Räknas de 16 avrinningsområdena uppströms in blir den ackumulerade arean 197,81 kvadratkilometer. Juån (Lillån) som avvattnar avrinningsområdet har biflödesordning 2, vilket innebär att vattnet flödar genom totalt 2 vattendrag innan det når havet efter 143 kilometer. Avrinningsområdet består mestadels av skog (81 procent). Avrinningsområdet har 0,46 kvadratkilometer vattenytor vilket ger det en sjöprocent på 2,2 procent.